# Linda Evans
Linda Evans (Hartford, Connecticut, 18 de novembro de 1942) é uma atriz estadunidense, vencedora do Globo de Ouro e conhecida por seus papéis na televisão.

## Biografia
Seus papéis mais famosos incluem Audra Barkley na série The Big Valley (1965-1969) e Krystle Carrington em Dynasty (1981-1989). Graças ao nome de sua personagem na série Dynasty, a atriz começou em 1984 uma campanha bem sucedida para promover bebidas com o nome de Crystal Light.
Ela já foi casada duas vezes. Seu segundo marido foi o produtor de cinema e ex-marido de Ursula Andress, John Derek (1968 a 1984). Derek casou-se com a atriz Bo Derek após o divórcio. Linda Evans teve um relacionamento de nove anos com o músico grego Yanni, de 1989 até 1998.
Ela aparece regularmente nas listas das mais belas mulheres dos Estados Unidos. Já apareceu na capa da revista Playboy em duas ocasiões: primeiro em 1971 e a segunda em 1982, já com quarenta anos. Evans tem uma estrela na Calçada da Fama em Hollywood. Atualmente reside em Tacoma, Washington e administra uma cadeia de ginásios.
Linda Evans foi um dos convidados para o casamento do príncipe Charles e Camilla Parker, realizado em 2005.

## Filmografia
| Título              | Ano                 |
| Twilight of Honor   | 1963                |
| Those Calloways     | 1965                |
| Beach Blanket Bingo | 1965                |
| Childish Things     | 1969                |
| The Klansman        | 1974                |
| Mitchell            | 1975                |
| Avalanche Express   | 1979                |
| Tom Horn            | 1980                |
| Trekkies            | 1997 (Documentário) |

## Trabalhos na TV
| Título                                               | Ano       | Episódio                                                                 |
| Bachelor Father                                      | 1960      | "A Crush on Bentley" com sua futura co-estrela de Dynasty, John Forsythe |
| The Adventures of Ozzie & Harriet                    | 1960-1962 | 5 episódios                                                              |
| The Eleventh Hour                                    | 1963      | Como Joan Clayton no episódio "Where Ignornant Armies Clash"             |
| The Big Valley                                       | 1965-1969 |                                                                          |
| Female Artillery                                     | 1973      |                                                                          |
| Nakia                                                | 1974      |                                                                          |
| The Rockford Files (primeira temporada)              | 1975      | Como Claire Prescott no episódio "Claire"                                |
| The Rockford Files (segunda temporada)               | 1975      | Como Audrey Wyatt no episódio "The Farnsworth Strategem"                 |
| The Big Rip-Off                                      | 1975      |                                                                          |
| Hunter                                               | 1976      | Episódio piloto                                                          |
| Hunter'                                              | 1977      | Cancelado após o oitavo episódio                                         |
| Nowhere to Run                                       | 1978      |                                                                          |
| Standing Tall                                        | 1978      |                                                                          |
| Dynasty                                              | 1981-1989 |                                                                          |
| Bare Essence                                         | 1982      |                                                                          |
| Kenny Rogers as The Gambler: The Adventure Continues | 1983      |                                                                          |
| North and South, Book II                             | 1986      | Minissérie                                                               |
| The Last Frontier                                    | 1986      |                                                                          |
| She'll Take Romance                                  | 1990      |                                                                          |
| Dynasty: The Reunion                                 | 1991      |                                                                          |
| The Gambler Returns: Luck of the Draw                | 1991      |                                                                          |
| Dazzle                                               | 1995      |                                                                          |
| The Stepsister                                       | 1997      |                                                                          |
| Hells Kitchen winner (UK)                            | 2009      |                                                                          |